# Ш-23
Ш-23 (не стоит путать с серийной ГШ-23) — опытная авиационная пушка калибра 23 миллиметра, разработанная в ОКБ-15 под руководством Шпитального во время Великой Отечественной войны. Неоднократно предлагалась к установке на различные образцы авиатехники вплоть до начала 1950-х годов, однако в серию так и не пошла.

## История разработки
В 1942—1943 Шпитальный работал над авиационной пушкой Ш-20 калибра 20 мм, предполагавшейся к установке в пушечные турели Ил-2 и имевшую темп стрельбы 659 выстрелов в минуту против 700—800 у ШВАК-20, но намного легче. Несмотря на преимущества относительно Б-20 и некоторые испытания, в серию пушка не пошла.
Предположительно, разработана в начале 1944, путем переделки пушки Ш-20 под патрон калибра 23 мм. 5 июня 1944 года директор ОКБ-15 Борис Шпитальный написал письмо N 381с Шахурину, в котором сообщил о Ш-23 и предложил к использованию на пушечных самолётах. В первую очередь Ш-23 была предложена Яковлеву для пушечных модификаций Як-9. В 1944 годах Ш-23 предлагалась на испытания в качестве вооружения Ла-7 (три пушки) наряду с НС-23 и СШ-20. Однако ниша малокалиберных пушек к тому времени была прочно занята НС-23.
После войны Ш-23, вместе с некоторыми другими пушками калибра 23 мм участвовала в конкурсе на оборонительное вооружение Ту-4 — копии американского бомбардировщика B-29. Несмотря на некоторые недостатки конкурентных орудий, в ходе испытаний был выявлен серьёзный недостаток — из-за переднего расположения шептала пушка была склонна к опасному из-за нахождения в нём свежего патрона перегреву ствола. Как итог, Ш-23 не выдержала стрельбы длинными очередями (считалось, что оборонительные пушки обязаны выпустить весь боекомплект за одну очередь) — после перегрева пушка взорвалась во время стрельбы . После этого Ш-23 окончательно выбыла из борьбы, на Ту-4 в итоге стала устанавливаться НР-23.
В конце 1940-х пушка предполагалась в качестве оборонительного вооружения для опытного бомбардировщика «150», разработанного под руководством С. М. Алексеева в ОКБ-1, состоящем из интернированных немецких учёных. Предполагалась установка 5 пушек: четыре располагались попарно в двух башнях, ещё одна была закреплена неподвижно по курсу самолёта. На лётных испытаниях была установлена только пушка для стрельбы по курсу. После непринятия на вооружение «150» и смены руководства СССР Шпитальный оставил ОКБ-15 и уехал в Киев.

## Конструкция
Конструкция Ш-23 была в целом аналогична Ш-20. Общая длина системы — 1612 мм. Ствол — неподвижный, питание ленточное, двустороннее. Шептало — переднее. Использовала снаряд калибра 23х115 мм.